# Phlegra atra
Phlegra atra là một loài nhện trong họ Salticidae.
Loài này thuộc chi Phlegra. Phlegra atra được Wanda Wesołowska & Tomasiewicz miêu tả năm 2008.